# 奈良県立商業高等学校
奈良県立商業高等学校（ならけんりつ しょうぎょう こうとうがっこう、英: Nara Kensho High School）は、奈良県桜井市河西に所在する県立商業高等学校。略称および通称は県商。

## 概要
2024年（令和6年）度より、アーチェリー部と陸上競技部が、奈良県教育委員会より、部活動等に力を入れている学校を重点的に支援する「スポーツ・文化活動推進校」の指定を受け、それぞれの部活動に詳しい専門性の高い教員が顧問等として継続的に配置されている。

### スクール・ミッション
変化の激しい社会をたくましく生き抜き、地域経済の発展に貢献・活躍できる商業人材の育成

### 教育方針

#### アドミッション・ポリシー
以下のような生徒を積極的に受け入れる。
1. 基本的生活習慣を身につけ、社会に対応できる資質・能力・ビジネスマナーを身につけようと努力する生徒
2. 商業に関する学習に興味・関心があり、各種資格・検定の取得に意欲的に取り組む生徒
3. 自らの目標を立て、目標達成のための手立てや方法を考え、やりきることができる生徒
4. 中学校において、学校行事や部活動、生徒会活動に積極的に取り組み、本校入学後も継続して取り組む意思のある生徒変化の激しい社会をたくましく生き抜き、地域経済の発展に貢献・活躍できる商業人材の育成[1]

#### カリキュラム・ポリシー
4つの科それぞれの特色を生かした専門教育により、商業のスペシャリストとしての人材育成に取り組み、その 実現のために以下の教育を行う。
1. 未知の状況にも適切に対応できる思考力・判断力・表現力等を教育活動全体で育めるようにするため、基礎学力の定着と主体的で探究的な学びにつながる授業
2. 専門知識・技能を活用した実践力を身に付けるために、販売実習や課題研究などを通して、地域と連携した学び、地域と協働した学び
3. ICT機器の活用を推進し、時代の変化や社会の変化に対応する教育
4. 生徒の興味・関心のある研究や学習を行うことで、将来社会で活躍するために必要なビジネススキルであるコミュニケーション能力や企画力、創造力を身に付けること[1]

#### グラデュエーション・ポリシー
本校では、ビジネス教育を通して、以下の資質・能力を育成する。
1. 豊かな人間性・社会性と、社会の変化に適応できる能力
2. 商業に関する専門的知識・技能と問題解決能力を有し、組織や社会において生涯に渡り主体的に行動できること
3. ビジネスマナーやコミュニケーション能力を身に付け、他者と協働できること
4. ビジネス教育を通して、知徳体バランスのとれた力を育むとともに、地域の活性化に貢献すること[1]

#### 校訓
校訓は、「自由』『自立』『責任』である。
- 「自由」- 自らの無限の可能性を言じ、とらわれない自由な心で自分の夢を描くこと
- 「自立」- 常識があり、知識があり、品性のある一人の人間として、果敢にチャレンジし行動すること
- 「責任」- 一人の自立した人間として、社会、自己への責任をもつこと[2]

## 沿革

### 略歴
2021年（令和3年）4月、奈良県教育委員会が策定した奈良県立高校再編計画の実施に伴い、奈良県立奈良情報商業高等学校（以下、奈情商）を改編し、設置、開校された。
奈情商は、2004年（平成16年）4月に奈良県立桜井商業高等学校（以下、桜商（さくしょう））と奈良県立志貴高等学校（以下、志貴高）を統合する際、新設合併により開設され、校地・校舎は桜商のものを継承した。2021年度より生徒募集を停止し、2023年度末に閉校、廃止された。

### 年表
- 2004年（平成16年）6月25日 - 県立奈良情報商業高等学校設置条例を公布。
- 2005年4月12日 - 開校式ならびに第1回入学式を挙行。
- 2006年12月8日 - 特別教室棟が竣工。
- 2012年
  - 4月1日 - 国際流通ビジネス科を流通ビジネス科に学科改編。
  - 10月20日 - 創立50周年記念式典を挙行・
- 2018年10月15日 - 県立商業高等学校設置条例を公布。
- 2021年
  - 4月1日 - 奈良県立商業高等学校を開校。
  - 4月9日 - 開校式ならびに第1回入学式を挙行。
- 2023年3月31日 - 奈良情報商業高等学校を閉校[4]。

## 日商簿記甲子園
- 日本商工会議所が2024年度から開催する第1回全国高等学校日商簿記選手権大会（日商簿記甲子園）（日商簿記検定施行70周年記念事業）の参加校である[5]。

## 基礎データ

### 所在地
- 奈良県桜井市河西770番地

### アクセス
- 近鉄大阪線／JR 万葉まほろば線「桜井駅」より南へ約1.5Km（徒歩約20分）

### 象徴

#### 校章
中央の『玉杖』は、桜井市の茶臼山古墳から出土したもので、我々の祖先が、大陸・半島の文化を学びとり、この地に文化を創造した証である。この「学びの証」に深く思いを馳せつつ新しい時代を拓く日々を誓い合う象徴として、桜商の校章に用いられてきた。
周りの『ミツガシワ』の花は、大和平野一帯に繁栄した、旺盛な生命力を持つ多年生の水草である。可憐で清楚な白い五弁に、「知・徳・体と創造力・実践力」をあてて成長への願いをこめて、志貴高の校章に用いられてきた。 
奈情商は、この2校の伝統を引き継ぐ学校として、「玉杖』と『ミツガシワ』を組み合わせ、さらに桜井市に所在する学校として、桜井市の花『山ざくら』で囲み、校章とした。
奈良県立商業高等学校は、これら3校の伝統を引き継ぐ学校として、さらなる発展をめざし、校章を継承する。。

#### 校歌
作詞は大峯顕堯、作曲は奈良教育大学名誉教授の牧野英三による。歌詞は2番まであり、校名は登場しない。。

#### 制服
制服は紺のブレザーで白いカッターシャツにエンジ色のネクタイ（男子）、リボン（女子）。

## 設置する課程、学科及び定員
- 全日制 - 600名（募集人員200名、特色選抜）

商業に関する学科
- - 会計科
  - 情報ビジネス科[注釈 1]
  - 経営ビジネス科
  - 総合ビジネス科

会計科、情報ビジネス科、経営ビジネス科、総合ビジネス科の4つの学科をまとめて、商業科として募集（くくり募集）する。

## 教育実績
- 2023年、難関の公認会計士試験短答式試験合格者を県内初輩出している[6]。
- 2024年、公認会計士試験短答式試験合格者を輩出している[7]。

## 高校関係者と組織

### 高校関係者組織
- 奈良県立商業高等学校学校運営協議会 - 保護者、地域住民、校長、関係行政機関の職員の中から委嘱された委員による機関。学校運営及び当該運営への必要な支援に関して協議する。
- たまつえ会 - 前身校を含む卒業生による同窓会組織
- 奈良県立商業高等学校育友会 - 生徒保護者による保護者会組織で、会員は入会金及び年会費を納入する。
- 奈良県高等学校PTA協議会 - 奈良県立教育研究所内に事務局を置くPTA協議会。奈良県立商業高等学校育友会の会員をもって会員とし、会員は単位PTA分担金として会費を納入する。

### 高校関係者一覧

#### 著名な出身者
- 東利夫（元阪神タイガース外野手、現プロ野球審判員、桜井商業高校卒）
- 駒田徳広（元プロ野球選手、桜井商業高校卒）
- 田中宏和（元プロ野球選手、桜井商業高校卒）
- 長尾一徳（ジョイフル元社長、桜井商業高校卒）
- 大上邦博（お笑いコンビ・ハリガネロック、志貴高校卒）
- 豊田巧（作家、ゲームプロデューサー、志貴高校卒）